# Live at the Marquee
A Live at the Marquee az amerikai progresszív metal együttes Dream Theater 1993-ban megjelent első koncertalbuma, melyet a híres Marquee klubban rögzítettek az Images and Words album világkörüli turnéjának londoni állomásán.
A lemezre nem került fel a teljes koncert. A dalokat a lemezkiadó választotta ki, így történhetett meg, hogy az album európai kiadásán a "Surrounded", míg a japán és koreai kiadáson helyette az "Another Day" került fel a lemezre. A koncertfelvétel érdekessége a "Bombay Vindaloo" című szám, amely egy instrumentális improvizáció, és egyetlen más Dream Theater lemezen sem szerepel.

## Az album dalai
1. "Metropolis Pt. 1: The Miracle and the Sleeper" – 9:36
2. "A Fortune in Lies" – 5:10
3. "Bombay Vindaloo" (instrumental) – 6:48
4. "Surrounded" – 6:00
5. "Another Hand / The Killing Hand" – 10:30
6. "Pull Me Under" – 8:42

## Közreműködők
- James LaBrie – ének
- John Petrucci – gitár
- John Myung – basszusgitár
- Mike Portnoy – dobok
- Kevin Moore – billentyűs hangszerek

## Külső hivatkozások
- Dream Theater hivatalos oldal
- Encyclopaedia Metallum – Dream Theater: Live at the Marquee
- Dream Theater a Billboard listáján